# Rödvingad prinia
Rödvingad prinia (Prinia erythroptera) är en fågel i familjen cistikolor inom ordningen tättingar. Den förekommer i gräsrika skogar i delar av västra och östra Afrika. Beståndet anses vara livskraftigt.

## Utseende och läte
Rödvingad prinia är en långstjärtad sångare med ljus undersida och roströda vingar. Färgen på huvud och rygg är gråaktig i häckningsdräkt och brun resten av året. Arten liknar ockrasidig prinia, men skiljs på avsaknad av ögonbrynsstreck och de roströda vingarna. Sången består av en serie visslingar som hörs från en fågel, ofta åtföljt av "tik"-toner från en annan.

## Utbredning och systematik
Rödvingad prinia delas in i fyra underarter med följande utbredning:
- Prinia erythroptera erythroptera – Senegal till södra Mali och norra Kamerun
- Prinia erythroptera jodoptera – centrala och södra Kamerun till södra Sydsudan
- Prinia erythroptera major – Etiopien
- Prinia erythroptera rhodoptera – Kenya till Moçambique

### Släktestillhörighet
Tidigare placerades den som ensam art i släktet Heliolais, men DNA-studier visar att arten är en del av Prinia.

### Familjetillhörighet
Cistikolorna behandlades tidigare som en del av den stora familjen sångare (Sylviidae). Genetiska studier har dock visat att sångarna inte är varandras närmaste släktingar. Istället är de en del av en klad som även omfattar timalior, lärkor, bulbyler, stjärtmesar och svalor. Idag delas därför Sylviidae upp i ett antal familjer, däribland Cisticolidae.

## Levnadssätt
Rödvingad prinia hittas i områden med frodigt skogslandskap med inslag av högväxt gräs. Den håller vanligen till i undervegetationen, men kan ibland ses sitta högre upp, som under sången.

## Status
Arten har ett stort utbredningsområde och beståndet anses stabilt. Internationella naturvårdsunionen IUCN listar den därför som livskraftig (LC).

## Namn
Prinia kommer av Prinya, det javanesiska namnet för bandvingad prinia (Prinia familiaris).